# Brottsofferjour
Brottsofferjour är ideella föreningar eller organisationer som arbetar med att ge stöd till brottsoffer, vittnen och anhöriga.
Genom en brottsofferjour kan den som utsatts för brott, bevittnat ett brott eller är anhörig till ett brottsoffer få stödsamtal.
Stödet kan också bestå av att få hjälp med att göra en polisanmälan, få stöd under en eventuell rättegång, hjälp med att ansöka om skadestånd eller hjälp med andra myndighetskontakter, samt hjälp med få kontakt med vården när det krävs mer omfattande stöd.

## Sverige
Brottsofferjouren Sverige med ca 90 anslutna lokala jourer runt om i landet.

RFSL:s brottsofferjour, Riksförbundet för homosexuellas, bisexuellas och transpersoners rättigheter.

## USA
I Kalifornien, USA, finns en organisation som tillvaratar brottsoffers rätt i samhället. En domstol kan tillerkänna ett brottsoffer skadestånd.
Distriktåklagaren (District's Attorney) kan hjälpa till. Skadeståndet grundas på "Victims’ Bill of Rights Act of 2008" även kallad Marsys Rights.

## Kanada
Sedan 1993 finns i Kanada en organisation, Canadian Resource Centre for Victims of Crime, för att hjälpa brottsoffer.

## Internationell fond
Internationella brottmålsdomstolen i Haag har en "Trust Fund for Victims (TFV) grundad på domstolens statuter.
Den är till för brottsoffer som utsatts för folkmord (genocide), brott mot mänskligheten och krigsbrott.